# Katolička Crkva u Albaniji
Katolička Crkva u Albaniji je kršćanska vjerska zajednica u Albaniji u punom zajedništvu s papom, trenutno Franjom (stanje 17. listopada 2016.).

## Povijest
Kršćanstvo u Albaniji datira gotovo od apostolskih vremena ranog kršćanstva. Počeci katoličanstva u Albaniji sežu još od prije velike podjele. Već do vremena velike podjele, pokazalo se da je katoličanstvu je bio izložen sjeverni i dio zapadnog, priobalnog dijela zemlje. Pravoslavlju je bio izložen južni i istočni dio. 
Albanija je nekad bila većinski katolička zemlja.
Odnose su promijenila makedonska, bugarska, zatim srpska i bizantska osvajanja u korist pravoslavlja. Mletačka osvajanja išla su na ruku katoličanstvu. Osmanska osvajanja za posljedicu su imala islamizaciju kršćana, a osobite su gubitke imali katolički kršćani, za razliku od pravoslavnih kojih je sustav milleta zaštitio i omogućio im status države u državi. 
Pod komunizmom vjera je bila metom progona, a katolici su bili pod iznimnim pritiskom. Sve džamije i crkve zatvorene su 1967., a sloboda ispovijedanja vjere omogućena je tek studenoga 1990. godine. Rezultat komunističkih progona je da je katolicizam u komunističkom progonu doživio pravo satrvenje. 
Danas je Albanija većinski muslimanska zemlja. Radi širenja islama u Albaniju dolaze Arapi sa svojim donacijama, džamijama i medresama. Za pomoći oporavku katoličanstva, sa Zapada su brojne katoličke zajednice sa Zapada otvorile svoje misije. Napuštanje komunističkog mračnog doba još uvijek nije omogućilo potpuni oporavak katolicizma. U dobu liberalizma stanovništvo odlazi na Zapad, osobito katolici, kao što zapadnjaci sele još zapadnije.
Kroz povijest nerijetko su biskupi i apostolski administratori u Albaniji bili Hrvati.

## Broj vjernika
Podatci koje navodi CIA za 2011. godinu govore o 10% rimokatolika u Albaniji.

## Crkvena upravna organizacija
Albanijom se prostire nekoliko biskupija, od kojih je nekoliko naslovnih.

## Vanjske poveznice
- (eng.) GCatholic.org Catholic Church in Albania